# Sittichai Suwonprateep
Sittichai Suwonprateep (né le 17 novembre 1980 dans la province de Samut Prakan) est un athlète thaïlandais, spécialiste du sprint et du relais 4 × 100 mètres.

## Biographie
Il détient le record national, en 38 s 80, obtenu à Djakarta le 31 août 2000, médaille d'or aux Championnats d'Asie (équipe composée de Kongdech Natenee, Vissanu Sophanich, Ekkachai Janthana, Sittichai Suwonprateep). Toujours avec le relais 4 × 100 m thaïlandais, 2e à Nakhon Ratchasima en 38 s 96 le 26 juin 2008 (Apinan Sukaphai, Sittichai Suwonprateep, Sompote Suwannarangsri et Siriro Darasuriyong), temps qualificatif pour les Jeux olympiques à Pékin et les Championnats du monde à Berlin. Sur relais, il remporte la médaille de bronze à Canton lors des Jeux asiatiques de 2010.
Il détient également le record d'Asie du relais 4 × 200 m, en 1 min 22 s 66, obtenu lors des Penn Relays le 29 avril 2000 (Reanchai Seerhawong, Vissanu Sophanich, Ekkachai Janthana et Sittichai Suwonprateep).

## Performances
Ses meilleurs temps sont :
- 100 mètres : 10 s 45 à Guwahati le 23 juin 2007
- 200 mètres : 20 s 75 (-0,60) à Suphanburi le 11 septembre 2006

## Palmarès
- Médaille d'or aux Jeux asiatiques de 2006 du relais 4 × 100 mètres.
- 5e en demi-finale du relais 4 × 100 mètres aux Jeux olympiques de 2008.